# Charlie Weber
Charles Alan „Charlie” Weber Junior (ur. 20 września 1978 w Jefferson City) – amerykański aktor telewizyjny i filmowy, model, najlepiej znany jako Frank Delfino w serialu ABC Sposób na morderstwo (How to Get Away with Murder). 
Urodził się i dorastał w Jefferson City w Missouri. Mając 19 lat przeniósł się do Nowego Jorku, gdzie studiował aktorstwo w Stella Adler Studio of Acting. Podjął także pracę jako model dla Abercrombie & Fitch. 

## Wybrana filmografia

### Filmy fabularne
- 2000: Liga złamanych serc (The Broken Hearts Club: A Romantic Comedy) jako Newbie
- 2004: Szkoła uwodzenia 3 (Cruel Intentions 3) jako Brett Patterson
- 2016: Jarhead. Żołnierz piechoty morskiej (Jarhead 3: The Siege) jako Evan Albright
- 2019: Coyote Lake jako Mario
- 2020: After 2 jako Christian Vance

### Seriale TV
- 2000: The Drew Carey Show jako Brad
- 2003-2004: Everwood jako Jay
- 2006: CSI: Kryminalne zagadki Nowego Jorku (CSI: NY) jako Damon
- 2006: Weronika Mars (Veronica Mars) jako Glen
- 2007: CSI: Kryminalne zagadki Miami (CSI: Miami) jako Lou Pennington
- 2007: CSI: Kryminalne zagadki Las Vegas (CSI: Crime Scene Investigation) jako Corey Archfield
- 2008: Dirt jako Ian
- 2008: Żniwiarz (The Reaper) jako Xavier
- 2010: Dr House (House) jako Damien
- 2011: Tożsamość szpiega (Burn Notice) jako Jacob
- 2011: State of Georgia jako Jeb
- 2011: Kości (Bones) jako Nolan
- 2012: Femme Fatales jako Ace
- 2012-2013: Niskozatrudnieni (Underemployed) jako Todd
- 2013: 90210 jako Mark Holland
- 2013: Magazyn 13 (Warehouse 13) jako Liam Napier
- od 2014: Sposób na morderstwo (How to Get Away with Murder) jako Frank Delfino

### Gry komputerowe
- 2013: Battlefield 4 jako sierżant Dunn